# Album title goes here
Album Title Goes Here (estilizado como > album title goes here <) es el séptimo álbum de estudio del productor de house canadiense deadmau5, lanzado el 21 de septiembre de 2012 por Mau5trap y Ultra Records en Estados Unidos y Canadá y por Parlophone Records en el Reino Unido. El álbum es considerado más experimental que sus álbumes previos (como en 4×4=12, por ejemplo), Deadmau5 declaró en una entrevista con Fuse que había estado considerando producir música al de la misma forma que había hecho en su álbum debut Get Scraped.

Album Title Goes Here lanzó cinco sencillos: "Maths", "The Veldt", "Professional Griefers", "Channel 42" and "Telemiscommunications". El álbum recibió una nominación por Mejor Álbum de Dance/Electrónica en los Premios Grammy del 2013.

## Listado de Canciones
| N.º             | Título                                         | Duración |
| --------------- | ---------------------------------------------- | -------- |
| 1.              | "Superliminal"                                 | 6:15     |
| 2.              | "Channel 42" (con Wolfgang Gartner)            | 4:48     |
| 3.              | "The Veldt (8 Minute Edit )" (ft. Chris James) | 8:25     |
| 4.              | "Fn Pig"                                       | 8:42     |
| 5.              | "Professional Griefers" (ft. Gerard Way)       | 4:04     |
| 6.              | "Maths"                                        | 6:38     |
| 7.              | "There Might Be Coffee"                        | 7:00     |
| 8.              | "Take Care of the Proper Paperwork"            | 6:52     |
| 9.              | "Closer"                                       | 6:58     |
| 10.             | "October"                                      | 7:10     |
| 11.             | "Sleepless"                                    | 4:06     |
| 12.             | "Failbait" (ft. Cypress Hill)                  | 4:49     |
| 13.             | "Telemiscommunications" (con Imogen Heap)      | 4:03     |
| Duración total: | Duración total:                                | 79:53    |

| N.º             | Título                                        | Duración |
| --------------- | --------------------------------------------- | -------- |
| 1.              | "Superliminal"                                | 6:33     |
| 2.              | "Channel 42" (con Wolfgang Gartner)           | 4:51     |
| 3.              | "The Veldt (8 Minute Edit)" (ft. Chris James) | 8:41     |
| 4.              | "Fn Pig"                                      | 8:52     |
| 5.              | "Professional Griefers" (ft. Gerard Way)      | 4:06     |
| 6.              | "Maths"                                       | 6:54     |
| 7.              | "There Might Be Coffee"                       | 7:03     |
| 8.              | "Take Care of the Proper Paperwork"           | 7:13     |
| 9.              | "Closer"                                      | 7:12     |
| 10.             | "October"                                     | 7:23     |
| 11.             | "Sleepless"                                   | 4:15     |
| 12.             | "Failbait" (ft. Cypress Hill)                 | 4:51     |
| 13.             | "Telemiscommunications" (con Imogen Heap)     | 4:07     |
| Duración total: | Duración total:                               | 82:07    |

| N.º             | Título                                                  | Duración |
| --------------- | ------------------------------------------------------- | -------- |
| 14.             | "Strobe (versión en vivo)"                              | 4:55     |
| 15.             | "The Veldt (Tommy Trash remix)" (ft. Chris James)       | 6:45     |
| 16.             | "Professional Griefers (radio edit)" (ft. Gerard Way)   | 3:02     |
| 17.             | "The Veldt" (ft. Chris James, video musical)            | 2:54     |
| 18.             | "Professional Griefers" (ft. Gerard Way, video musical) | 5:33     |
| Duración total: | Duración total:                                         | 105:19   |

| N.º             | Title                                                 | Length |
| --------------- | ----------------------------------------------------- | ------ |
| 1.              | "Professional Griefers (instrumental mix)"            | 6:27   |
| 2.              | "Professional Griefers (radio edit)" (ft. Gerard Way) | 3:03   |
| 3.              | "The Veldt (Tommy Trash remix)" (ft. Chris James)     | 6:50   |
| 4.              | "The Veldt (Freeform Five remix)" (ft. Chris James)   | 3:12   |
| 5.              | "Strobe (versión en vivo)"                            | 4:57   |
| Duración total: | Duración total:                                       | 104:18 |

| N.º             | Título          | Duración |
| --------------- | --------------- | -------- |
| 1.              | "Creep"         | 6:19     |
| Duración total: | Duración total: | 86:12    |